# Желание
 Тази статия е за психологическото явление.  За филма вижте Желание (филм).  
Желанието, от гледна точка на психологията, е влечение, което е осъзнало обекта си. Например гладът е потребност, която се стремим да задоволим и желанието ни за хранене, породено от нея е осъзнаването на тази ситуация. Ако се храним, преди гладът ни да е настъпил, желанието няма да има време да се породи; за да се появи то, необходимо е да изникне препятствие. Желанието се ражда от фрустрацията. То оцветява афективния живот, предизвиква чувства и страсти и е в основата на активния живот. Все пак, макар че волята не действа без предварително желание, то не предполага автоматично волевия акт. Можем да осъзнаваме глада си, да желаем да се храним и в същото време да не предприемем нищо, за да задоволим потребността си.